# La Cochère
La Cochère je francouzská obec v regionu Dolní Normandie, v departementu Orne, v obvodu podprefekturyArgentan. Od 1. ledna 2017 je administrativně připojená k nové obci Gouffern en Auge. 
V roce 2019 zde žilo 150 obyvatel.

## Historie
Osada byla jako samostatná obec evidována až po vzniku Francouzské republiky v roce 1793.

## Obyvatelstvo
Při první evidenci v roce 1793 zde žilo 193 obyvatel, nejvyšší počet 410 obyvatel byl zaznamenán roku 1846, nejnižší 141 obyvatel v roce 2015.

## Hospodářství
Obec je známa chovem koní, anglických plnokrevníků.

## Památky

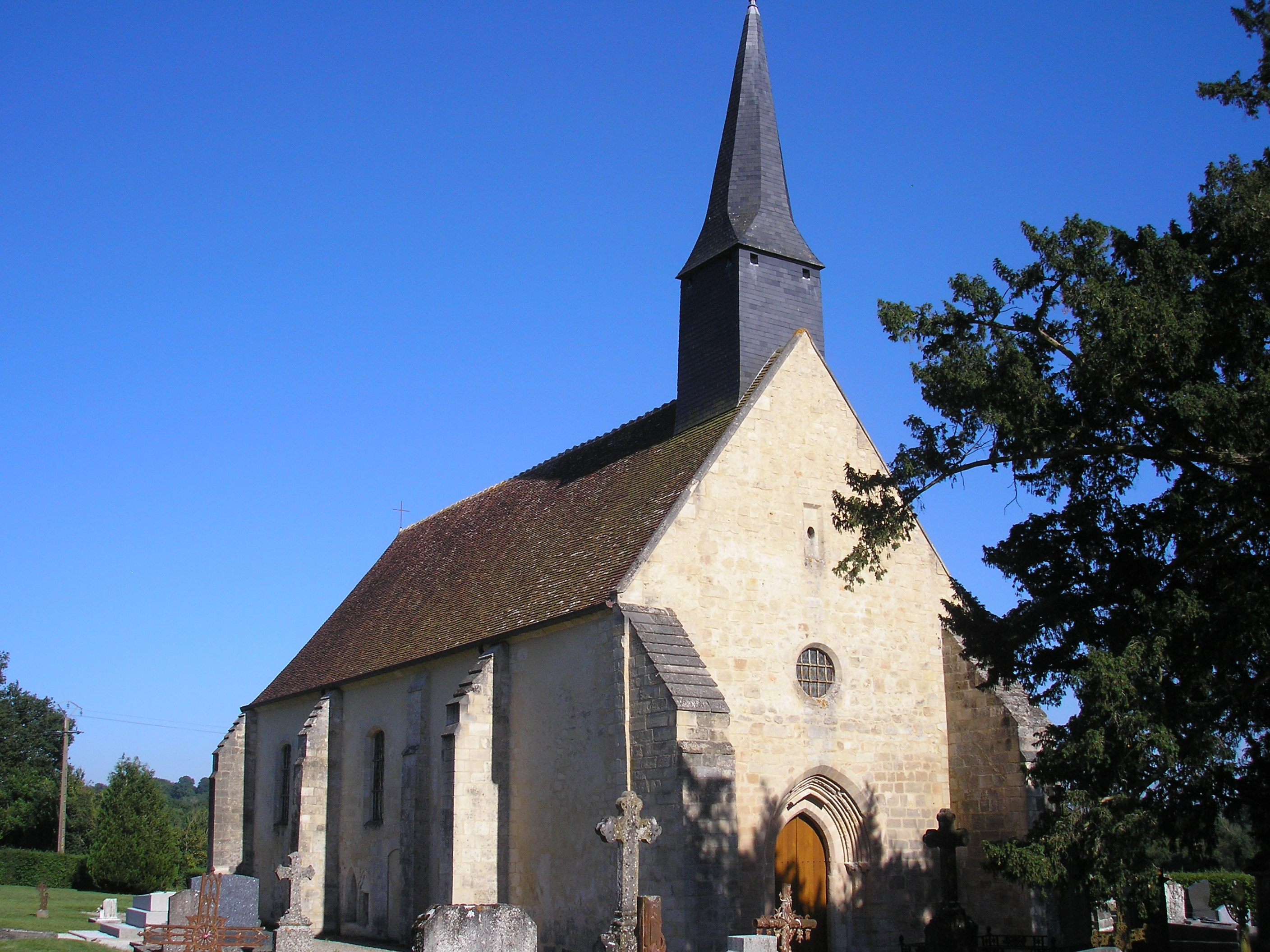
Kostel sv. Salvátora

- Gotický kostel sv. Salvátora (L'église Saint-Sauveur), postavený ve 13. století
- Zámek Château de la Roche, byl postaven roku 1780, je nepřístupný [1]
- Stavby v osadě Haras du Pin (2,5 km od obce)
- Zřícenina starého kostela svatého Petra v místní části La Roche-Nonant (18. století).
- Pozůstatky převorství Saint-Sauveur a jeho kaple Panny Marie

## Slavní rodáci
- Martin Guillaume Biennais (1764-1843) - francouzský zlatník a ebenista